# Vitaliy Smirnov
Vitaliy Smirnov (né le 25 octobre 1978 à Sverdlovsk, en Union soviétique) est un athlète ouzbek, spécialiste du décathlon.

## Carrière
Son meilleur résultat (et son record personnel) est de 8 021 points obtenus à Manille en 2003 pour remporter les championnats d'Asie. Il a également participé aux Jeux olympiques d'Athènes (17e avec 7 993 points) et à ceux de Pékin (ne termine pas l'épreuve). Il a égalé à quatre reprises son record à la perche avec 4,70 m, la dernière fois à Tachkent en 2008. Il n'a pas terminé le décathlon lors de deux des trois championnats du monde auxquels il a participé (10e à Paris-Saint-Denis en 2003 lorsqu'il l'a terminé).

### Palmarès
| Année | Compétition         | Lieu    | Résultat | Performance |
| ----- | ------------------- | ------- | -------- | ----------- |
| 2003  | Championnats d’Asie | Manille | 1er      | 8 021 pts   |
| 2006  | Jeux asiatiques     | Doha    | 2e       | 7 769 pts   |